# درماتوفیتوز
درماتوفیتوز، کچلی یا قارچ پوستی (به انگلیسی: Dermatophytosis) یا کرم حلقوی (به انگلیسی: Ringworm) یک بیماری شایع پوستی در سگ و گربه و انسان است که به وسیله قارچ‌هایی به نام درماتوفیت (به انگلیسی Dermatophyte) به وجود می‌آیند که فلور نرمال بدن انسان اند. راش و ریزش مو ممکن است در ناحیه آسیب دیده رخ دهد. علائم ۴ تا ۱۴ روز پس از تماس شروع می‌شود.

## سازوکاربیماری
درماتوفیت‌ها علاقه زیادی به کراتین دارند. کراتین یک پروتئین است که به وسیله سلولهای پوست تولید شده و در لایه خارجی پوست قرار می‌گیرد. مو و ناخن نیز از کراتین تشکیل شده‌اند به همین دلیل قارچهای درماتوفیتی می‌توانند پوست، مو و پنجه‌های حیوان یا انسان را آلوده کنند. گربه‌های پارسی و هیمالیایی نسبت به دیگران بیشتر درمعرض خطر ابتلا به این بیماری هستند.

## درماتوفیت‌ها
سه نوع درماتوفیت اصلی در انسان ایجاد بیماری می‌کنند. تریکوفیتون، اپیدرموفیتون فلوکوزوم و میکروسپروم از لحاظ عفونت‌زایی و هاگ و کلونی متفاوتند. اپیدرموفیتون فلوکوزوم هرگز مو را مبتلا نمی‌سازد ولی گاهی ناخن مبتلا می‌شود. ولی Tروبروم به ندرت مو را مبتلا می‌سازد ولی درگیری ناخن شایع است.
Tinea pedis: عفونت قارچی پا، به خصوص در ورزشکاران
Tinea unguium/onychomycosis: عفونت قارچی بستر ناخن با تغیررنگ و ضخیم شدن از بستر جدا می‌شود.
tinea capitis: عفونت پوست سر، موجب ریزش مو
Tinea corporis: عفونت قارچی بازوها، پاها و تنه
Tinea cruris (خارش جک): عفونت قارچی کشاله ران
Tinea manuum: عفونت قارچی دست و ناحیه کف دست
کچلی: عفونت قارچی پوست سر و مو
Tinea faciei: عفونت قارچی صورت
Tinea barbae: هجوم قارچی موهای صورت
سایر میکوزهای سطحی (نه کرم حلقوی کلاسیک، زیرا توسط درماتوفیت‌ها ایجاد نمی‌شود)
Tinea versicolor: ناشی از Malassezia furfur
Tinea nigra: ناشی از Hortaea werneckii

## درماتوفیتوز در حیوانات
سه نوع قارچ درماتوفیتی شایع در سگ و گربه به نامهای میکروسپوروم کنیس، میکروسپوروم ژیپسیوم و تریکوفیتون منتاگروفیس وجود دارند. نوع اول معمولاً از یک حیوان به حیوان دیگر انتقال پیدا می‌کند، نوع دوم از طریق خاک به حیوانات سرایت کرده و سومی از طریق جوندگان مثل موش به حیوان انتقال پیدا می‌کند.

## نشانه بیماری
درماتوفیت‌ها باعث سست شدن موها شده به طوری که به راحتی موها ریزش پیدا کرده واین ریزش مو باعث ایجاد حالت کچلی معمولاً گرد یا سکه مانند در ان ناحیه می‌شود. از علایم دیگر این قارچ‌ها می‌توان به ایجاد جوش‌های کوچک، پوسته پوسته یا تیره شدن پوست، اشاره کرد. اگر قارچ‌های درماتوفیتی پنجه‌ها یا ناخن‌ها را مبتلا کنند، می‌توانند باعث بدشکل شدن ناخن یا ترشح مایع لزجی از پنجه‌ها شوند.
بعضی از گربه‌ها می‌توانند حامل بیماری باشند، بدون اینکه از خود علایمی را نشان دهند. به این گربه‌ها اصطلاحاً گربه‌های ناقل می‌گویند که باعث انتقال بیماری به سگ و گربه سالم می‌شوند. همچنین قارچ‌های درماتوفیتی می‌توانند باعث ایجاد ضایعات دانه‌دانه مانند ریز بر روی پوست گربه شوند که در اثر ناز و نوازش در زیر دست حس می‌گردند. به این حالت اصطلاحاً التهاب پوست ارزنی می‌گویند.

## تشخیص
علایم ابتلا به قارچ‌های درماتوفیتی می‌تواند شبیه به چندین بیماری دیگر پوستی باشد، بنابراین هیچوقت تشخیص نمی‌بایست تنها بر اساس شکل و علایم ظاهری ریزش مو داده شود. در صورت شک به بیماری با منشأ قارچ درماتوفیتی، دامپزشک ابتدا با قرار دادن منطقه کچلی در زیر نور ماورا بنفش که اصطلاحاً به آن لامپ وود می‌گویند می‌تواند تا حدودی بیماری را تشخیص دهد. معمولاً ضایعاتی که بعضی از این درماتوفیت‌ها در اثر فعالیت خود ایجاد می‌کنند، زیر لامپ وود به رنگ سبز ملایم شبرنگ در می‌آیند. به هر حال عدم وجود این دانه‌های شب‌رنگ سبز مساوی با مبتلا نبودن حیوان نیست و بعضی از درماتوفیت‌ها از خود رنگی متسع نمی‌کنند.
بهترین راه تشخیص قارچهای درماتوفیتی، برداشتن نمونه از پوست وموی محل درگیر و کشت دادن آن است. برای انجام این آزمایش ساده، مقادیری از موهای قسمت آسیب دیده پوست به وسیله یک مسواک یک بار مصرف یا به وسیله یک پونس برداشته و داخل ظروف مخصوص که حاوی مواد مغذی برای رشد این نوع قارچ‌ها است (محیط کشت) گذاشته می‌شود. اگر پس از مدتی (معمولاً ۱۴–۵ روز) درماتوفیت در محیط رشد کند، آن‌وقت مشخص می‌شود که حیوان مبتلا به این بیماری است.

## پیشگیری
حیوانات: حیوانات خودرا در صورت شک به آلودگی برای درمان نزد دامپزشک ببرید. پس از بازی حیوانات دستان خود را بشویید.
از دست زدن به حیوانات خانگی با لکه‌های طاس خودداری کنید، زیرا آنها اغلب ناقل قارچ هستند.
وسایل شخصی: اجازه ندهید دیگران از لباس، حوله، شانه برس مو، وسایل ورزشی، ملافه و کلاه شما استفاده کنند. و چنین چیزهایی را قرض نگیرید.
آموزش ویادگیری: از خطر کرم حلقوی در افراد آلوده یا حیوانات خانگی آگاه باشید. به کودکان خود در مورد کرم حلقوی بگویید، اینکه مراقب چه چیزی باشند و چگونه از عفونت جلوگیری کنید.
نظافت: دستان خود را مرتباً بشویید. از پابرهنه راه رفتن و همچنین استفاده از کفش‌هایی که موجب تعریق بیش ازحد پا می‌شوند پرهیز کنید.
مناطق پرخطر چون مدرسه، مهدکودک، باشگاه و رختکن، استخر، حمام و آب گرم‌های عمومی باید مرتباً تمیز شوند.
لباس: تعویض روزانه لباس‌ها از جمله جوراب، لباس زیر و شستن لباس قبل از پوشیدن مجدد آن لازم است.
بهتر است در ورزش‌هایی که تماس بیشتر است به خصوص کشتی، بلافاصله بعد از تمرین دوش بگیرید و لباس خود را عوض کنید.
پوشیدن لباس‌های نخی و پرهیز از لباس‌های تنگ کمک کننده است. درصورت شک به قرارگرفتن لباس درمعرض کرم حلقوی، آن را در آب گرم با صابون قارچ کش بشویید.
خنک و خشک: برای مدت طولانی در هوای گرم و مرطوب لباس ضخیم نپوشید. از تعریق زیاد خودداری کنید.
پوست را خشک وتمیز نگه دارید. به ویژه بعد از دوش گرفتن، شنا، فعالیت زیاد پوست را روزانه بشویید وخشک نگه دارید.

## واکسیناسیون
برای اسبها، سگ‌ها و گربه‌ها واکسن غیرفعال تأیید شده‌ای به نام Insol Dermatophyton در دسترس است که محافظت محدود در برابر چندین گونه قارچی تریکوفیتون و میکروسپوروم را ایجاد می‌کند. در گاوها تاکنون به واکسیناسیون سیستمیک به کنترل مؤثر کرم حلقوی دست یافته‌است. از سال ۱۹۷۹ واکسن زنده روسی (LFT 130) و بعداً از واکسن زنده چکسلواکی علیه کرم حلقوی گاو استفاده شده‌است. حیوانات خزدار (روباه نقره ای، روباه، روباه قطبی) و خرگوش نیز در روسیه با واکسن درمان شده‌اند.
در کشورهای اسکاندیناوی از برنامه‌های واکسیناسیون علیه کرم حلقوی به عنوان اقدامی پیشگیرانه برای بهبود کیفیت مخفی استفاده می‌شود.

## درمان
درمان‌های ضد قارچی شامل عوامل موضعی مانند میکونازول، تربینافین، کلوتریمازول، کتوکونازول یا تولنافتات است که دو بار در روز استفاده می‌شود تا زمانی که علائم برطرف شود. (معمولاً دو هفته) پس از رفع علائم قابل مشاهده، درمان‌های موضعی باید برای ۷ روز ادامه یابد تا از عود جلوگیری کند؛ بنابراین کل مدت زمان درمان به‌طور کلی دو هفته است اما ممکن است به مدت سه هفته باشد.
در موارد شدیدتر یا کرم حلقوی سر، ممکن است درمان سیستمیک با داروهای خوراکی انجام شود. داروهای اصلی ضد قارچی سر گریسوفولوین (گروفیوین V , Gris-PEG) و هیدروکلراید تربینافین (Lamisil) هستند. هر دو داروی خوراکی هستند که تقریباً شش هفته مصرف می‌کنید. هر دو عوارض جانبی مشترک دارند، از جمله اسهال و ناراحتی معده.
برای جلوگیری از شیوع عفونت ، نباید ضایعات را لمس کرد و بهداشت را با شستن دست‌ها و بدن حفظ کرد.
تشخیص غلط و درمان کرم حلقوی با یک استروئید موضعی، یک درمان استاندارد پتریازیس روزه آ که به صورت سطحی مشابه است، می‌تواند منجر به تینه آ اینکوگنیتو شود، وضعیتی که قارچ کرم حلقوی بدون ویژگی‌های معمول مانند مرز برجسته مشخص رشد می‌کند.

## نگارخانه

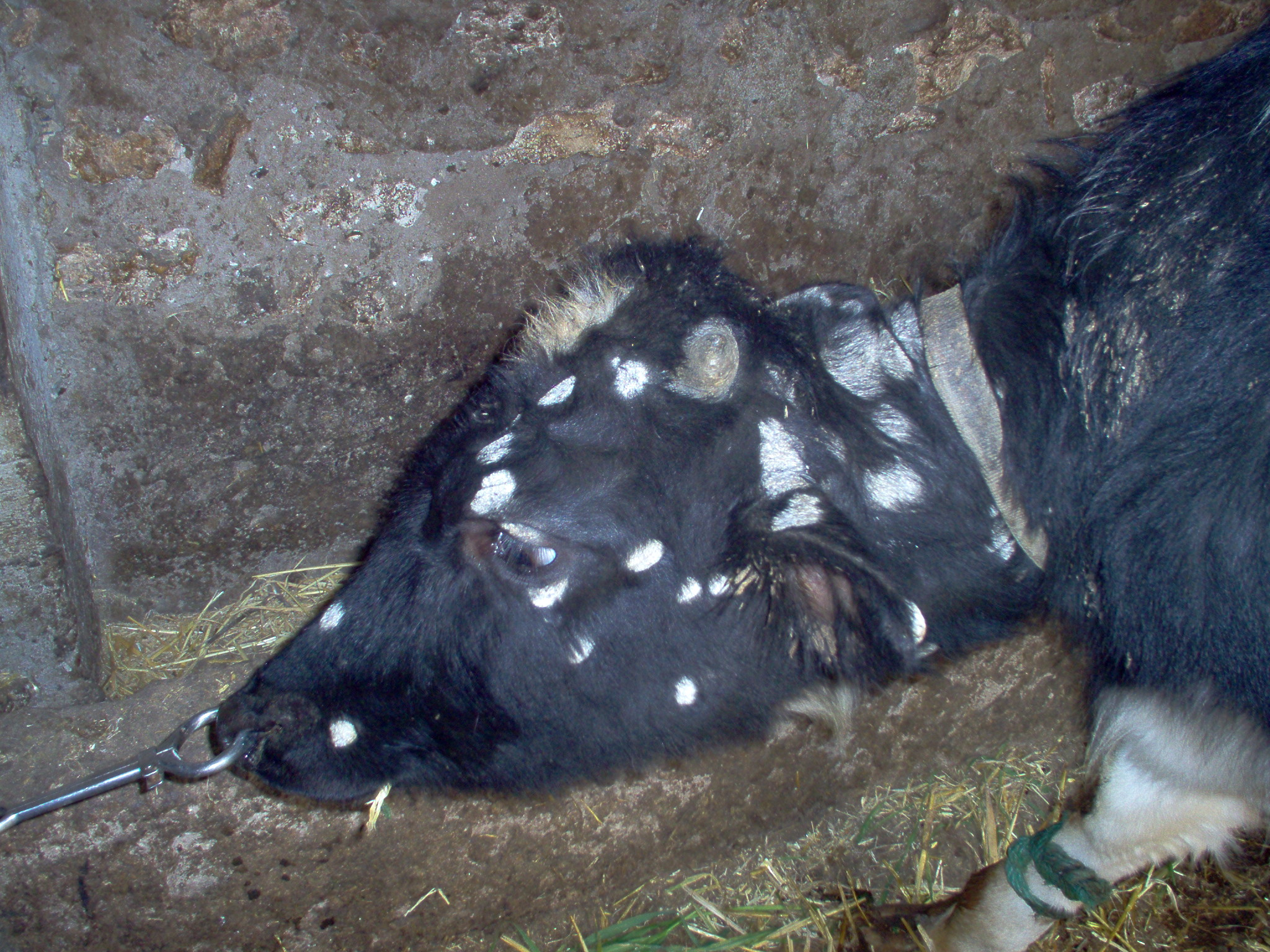
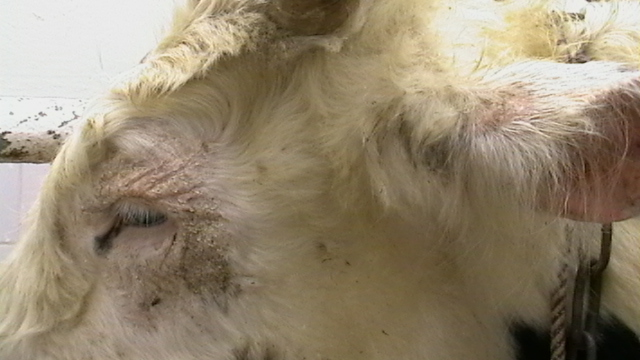
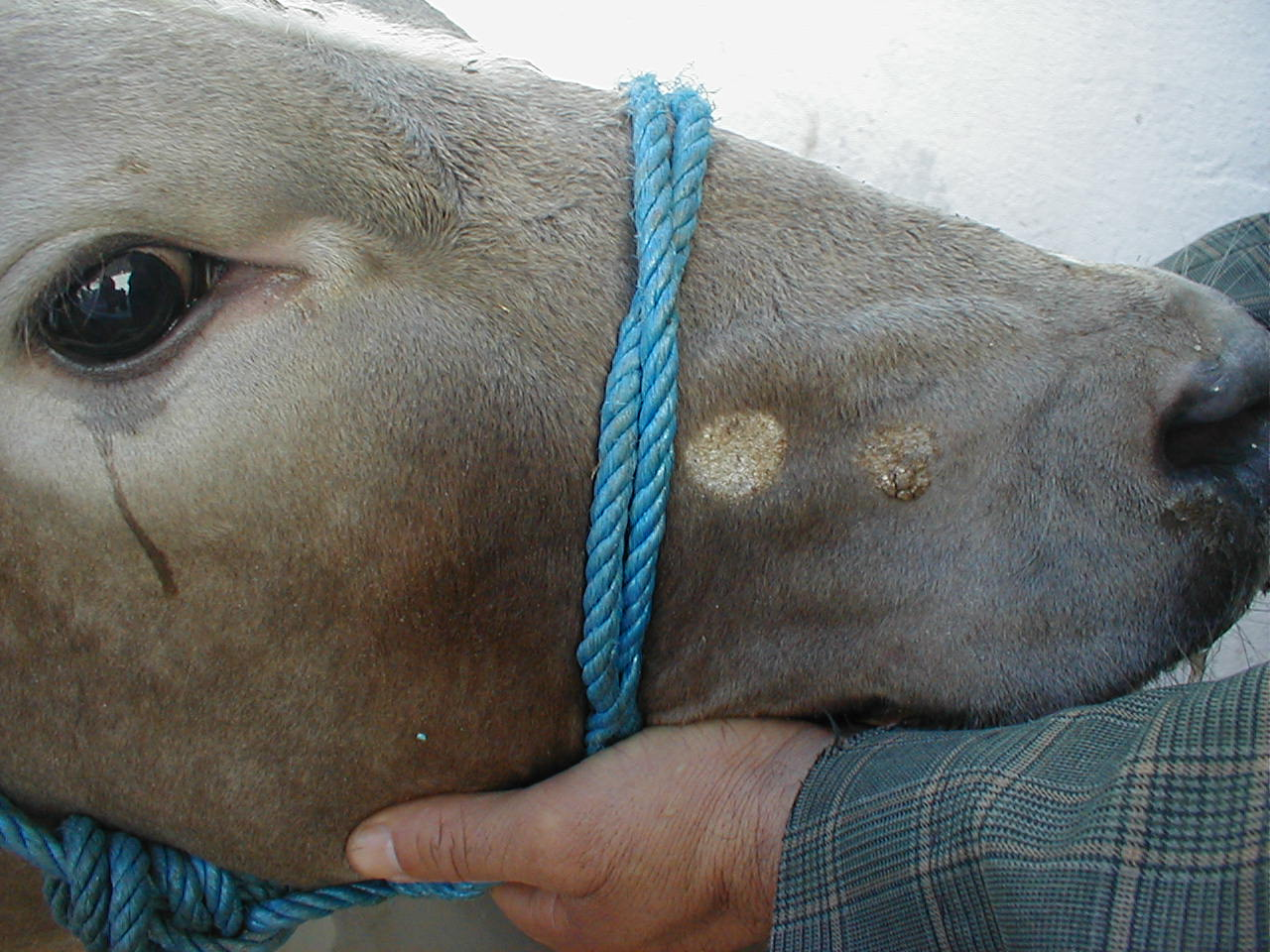
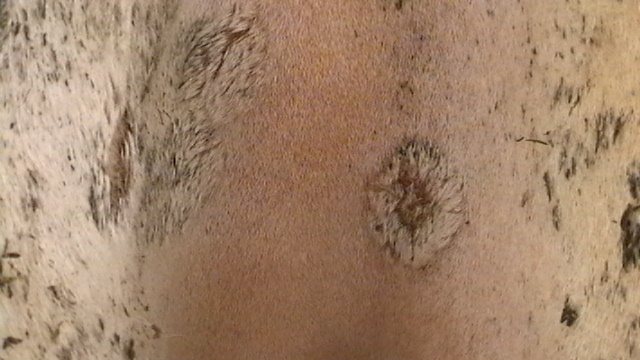
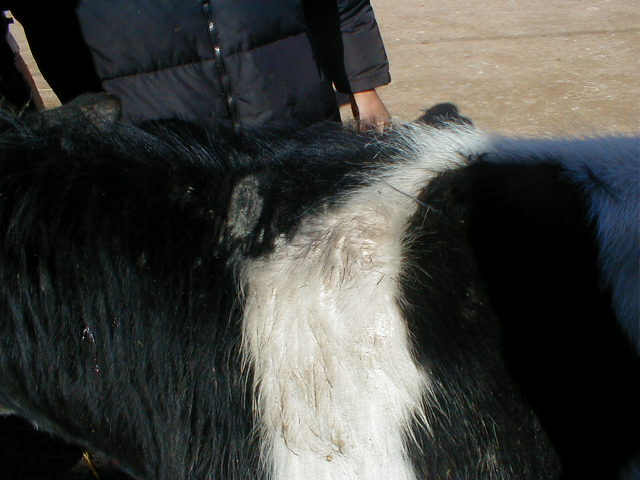
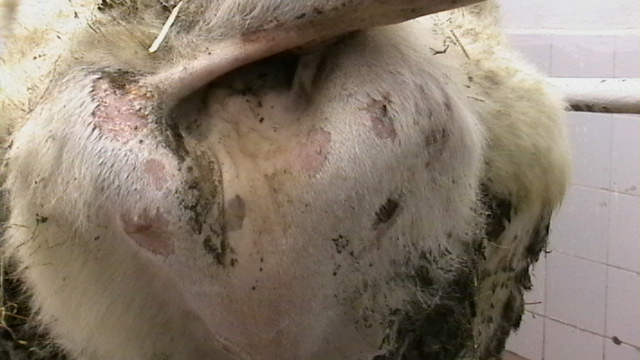